# Denkmalschmiede Höfgen
Die Denkmalschmiede Höfgen ist eine private Kultureinrichtung im Leipziger Raum mit dem Ziel der Förderung von Kunst und Kultur sowie der Wissenschaft und Forschung – in erster Linie der Förderung der Bildenden Kunst, der Musik, Komposition, Klangkunst, Literatur, Film, Video und Fotografie und spartenübergreifender Projekte.
Die Denkmalschmiede ist u. a. ein Künstlerhaus mit einem Hotel und einer Galerie.

## Lage und Geschichte

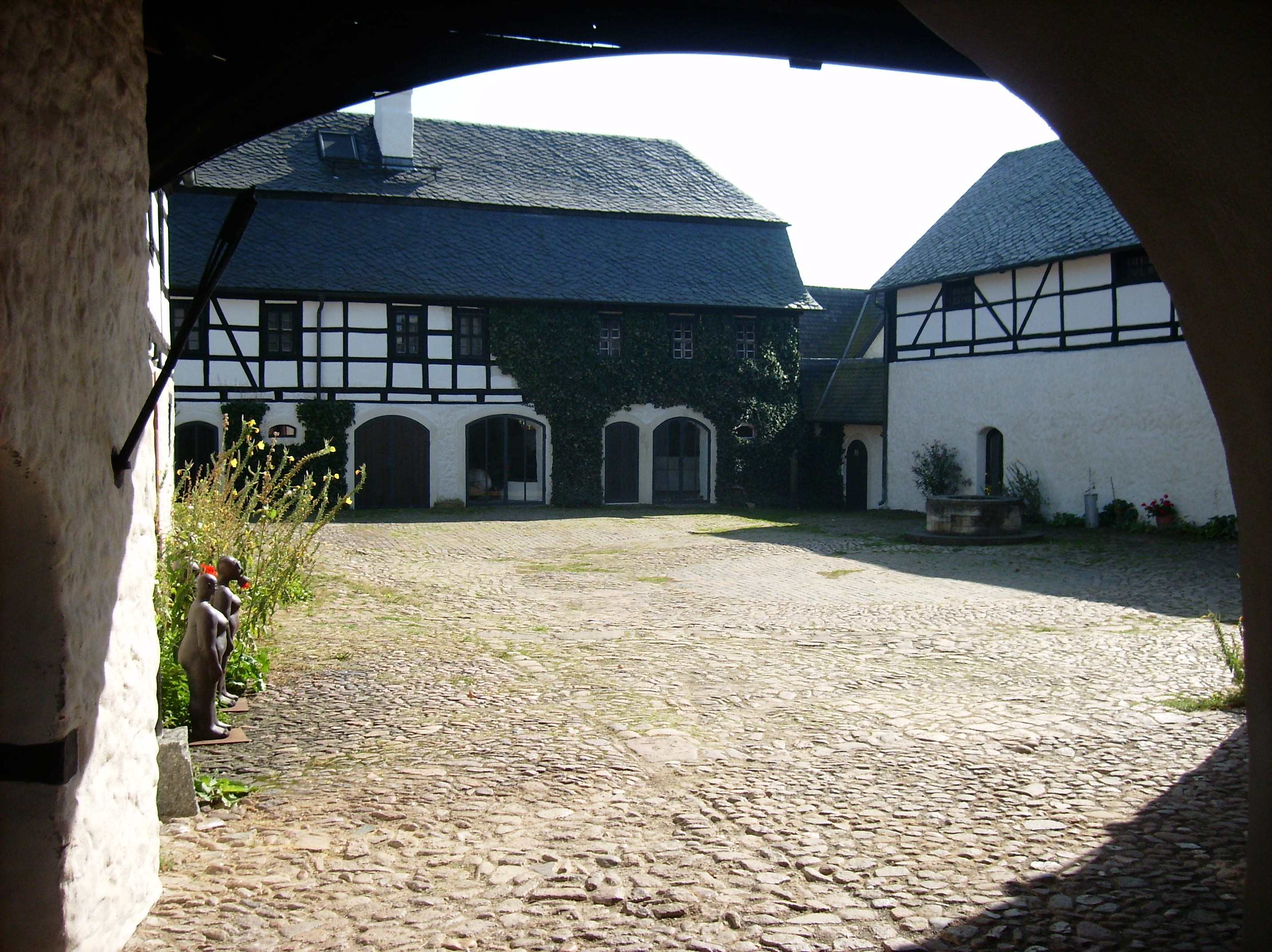
Vierseithof der Denkmalschmiede Höfgen

Die Denkmalschmiede Höfgen befindet sich 4 km von Grimma entfernt im Ortsteil Kaditzsch im Naturpark Muldenland. Hauptkomplex ist ein jahrhundertealtes Landgut, das in den 1960er Jahren zur Ruine verfiel. Seit 1976 wurde es in Privatinitiative um- und ausgebaut. 2007 wurde die Schmiede mit dem Sächsischen Initiativpreis für Kunst und Kultur ausgezeichnet.

## Beschreibung

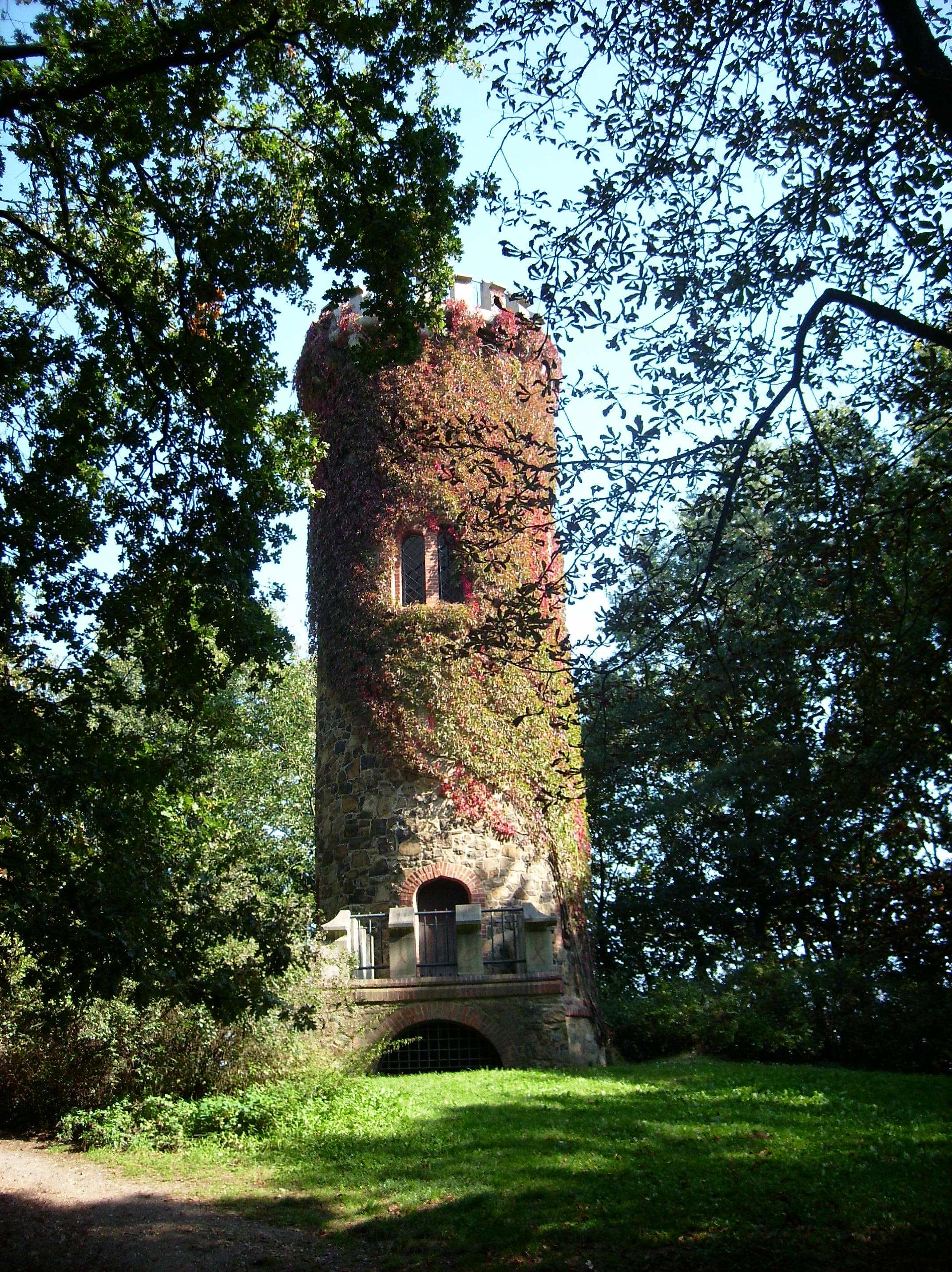
Bismarckturm im Jutta-Park

Die Einrichtung besteht aus einem historischen Vierseithof mit Gastateliers und Projektstudios für Medientechnologie und Kunst.
Das kulturelle Veranstaltungsangebot umfasst wechselnde Ausstellungen zeitgenössischer Kunst, thematische Konzerte, Lesungen, Ateliergespräche, traditionsreiche Festspiele und genreübergreifende Festivals. Im Angebot stehen außerdem Projekte für Kinder- und Jugendliche. Das ganzjährige Programm ist damit an nahezu alle Generations- und Interessengruppen adressiert.
Die Denkmalschmiede Höfgen ist Mitglied im KlangNetz Dresden.

## Editionen
Ein Hausverlag, „Denkmalschmiede Höfgen/Edition Waechterpappel“ und ein Label für Kammer- und Orchestermusik „Denkmalschmiede Höfgen/Beoton“ dokumentieren schwerpunktmäßig die Tätigkeitsfelder der Denkmalschmiede Höfgen und informieren über aktuelle Ausstellungen, Projekte und Themen. Einige Editionen der letzten Jahre:
- Gerhard Weber: Lebenszeit – Lifetime. Fotografie Photographs 1991 bis 2011. Mit einem Essay von Jörg Jacob. Denkmalschmiede Höfgen, Edition Waechterpappel, Grimma 2011, ISBN 978-3-933629-30-2
- Kristina Bahr (Hrsg.): Haïti Art Naïf. Denkmalschmiede Höfgen, Edition Waechterpappel, Grimma 2010, ISBN 978-3-933629-30-2
- Tobias J. Knoblich (Hrsg.): Kriterien für die Soziokultur, Zur Entwicklung in Sachsen. Denkmalschmiede Höfgen, Edition Waechterpappel, Grimma 2008, ISBN 978-3-933629-27-2
- Nina Stößinger: Das gefügte Zeichen. Denkmalschmiede Höfgen, Edition Waechterpappel, Grimma 2006, ISBN 3-933629-18-7
- Kristina Bahr (Hrsg.): Paul Fuchs, Schellbitzhöhe. Denkmalschmiede Höfgen. 2004. ISBN 3-933629-14-4
- Conny Löffler: Die Verschriftung der Gebärdensprache. Denkmalschmiede Höfgen, 2004. ISBN 3-933629-13-6
- Tom Koesel: Künstlerhäuser in Sachsen. Grimma 2004, ISBN 3-933629-10-1
- Deborah Anderson, Johannes Bergerhausen: Unicode. Grimma 2003, ISBN 3-933629-12-8
- Gerhard Weber: Privatleben, Porträt- und Milieufotografie. Denkmalschmiede Höfgen, Edition Waechterpappel, Grimma 2003, ISBN 3-933629-09-8
- Andreas Stötzner: Wo ist was? Publikzeichen im realen und medialen öffentlichen Raum. Grimma 2003, ISBN 3-933629-11-X
- Reinhard Ludewig: Johann Sebastian Bach im Spiegel der Medizin. Denkmalschmiede Höfgen, Edition Waechterpappel, Grimma 2000, ISBN 3-933629-01-2
- Gerhard Weber: Die Leute im Dorf Erlln. Fotoband mit Prosaminiaturen von Ralph Grüneberger. Denkmalschmiede Höfgen, Edition Waechterpappel, Grimma 2000, ISBN 3-933629-04-7

## Stipendien

### Aufenthaltsstipendien
Gastateliers und Projektstudios für Medientechnologie und Kunst können ganzjährig tageweise gemietet werden.
Darüber hinaus verwaltete die Denkmalschmiede Höfgen im Rahmen ihrer Projekte bis 2011 Aufenthaltsstipendien für projektbezogene Arbeitsaufenthalte an Schriftsteller, Komponisten, Bildende Künstler, Natur- und Geisteswissenschaftler.

### Vergabepraxis und Stipendienleistungen
Auf Empfehlung des Fachbeirats konnten Aufenthaltsstipendien für ein bis zwei Monate vergeben werden. Das Programm musste aus finanziellen Gründen beendet werden.

### Bekannte Stipendiaten
Ungefähr fünfhundert Gaststipendiaten aus Deutschland, Russland, Polen, Frankreich, Italien, Österreich, Polen und anderen Ländern wohnten seit 1990 im Künstlerhaus, unter anderem der deutsche Autor, bildende Künstler und Musiker Thomas Kapielski (1998), der deutsche Komponist, Hörspielautor und Performancekünstler Frieder Butzmann (2003), die deutsche Schriftstellerin Sonja Ruf (2005), der schwedische Komponist und bildende Künstler Sven-Åke Johansson (2002), die deutschen Komponisten Friedrich Schenker (1998), Klaus Renft (1998) und Andre Bartetzki (2009), die deutschen Schriftsteller Uwe Claus, Michael Wüstefeld (2007) und Jens Wonneberger (2006).